# Козлово (Лобковська волость, поблизу озера Єзерище)
Козлово (рос. Козлово) — присілок в Невельському районі Псковської області Російської Федерації.
Населення становить 44 особи. Входить до складу муніципального утворення Артьомовська волость.

## Історія
Від 2015 року входить до складу муніципального утворення Артьомовська волость.

## Населення
| 2001 | 2002 | 2010 |
| ---- | ---- | ---- |
| 17   | ↘13  | ↗44  |